# بيتينا كوهن
بيتينا كوهن هي دراجة سويسرية، ولدت في 7 أغسطس 1982 في سويسرا.

## وصلات خارجية
- بيتينا كوهن على موقع الاتحاد الدولي للدراجات (الإنجليزية)
- بيتينا كوهن على موقع إحصائيات الدراجات الإحترافية (الإنجليزية)
- بيتينا كوهن على موقع نسبة الدراجات (الإنجليزية)